# Greg Kriesel
Greg Kriesel o Greg K. (Glendale, 20 gennaio 1965) è un bassista statunitense, noto per aver militato negli Offspring dal 1984 al 2018.
Kriesel è uno dei membri fondatori della band assieme a Dexter Holland. I suoi hobby sono il golf e la collezione dei cappelli.
Era nella squadra liceale di atletica con il compagno di band Dexter Holland, ed era pure nel Club della Matematica. Attualmente vive in California. Insieme a Dexter ha fondato una etichetta discografica, la Nitro Records, nel 1994.
Il 28 maggio 2008 è stato annunciato sul sito web che per la prima volta la band suonerà con un altro bassista, Scott Shiflett, basso della band punk Face to Face, perché Greg è diventato padre per la quarta volta ed è stato impegnato in famiglia. È ritornato a suonare da metà giugno. Nel corso del 2018 ha abbandonato il gruppo in seguito a degli attriti con Dexter Holland e Noodles.

## Strumenti
- Ibanez ATK basso (2)
- DR 105 Medium Strings
- Testata Gallien-Krueger 2001 RB
- Mesa Boogie 2x15 Cabinet
- Mesa Boogie 4x10 Cabinet
- Furman PL-8 Power Converter
- Sabine RT-1601 Rack Tuner
- Whirlwind Line Selector
- Sony Wireless System[13][14][15][16][17]

## Discografia

### Album con gli Offspring
- 1989 - The Offspring
- 1992 - Ignition
- 1994 - Smash
- 1997 - Ixnay on the Hombre
- 1998 - Americana
- 2000 - Conspiracy of One
- 2003 - Splinter
- 2008 - Rise and Fall, Rage and Grace
- 2012 - Days Go By

### Compilation con gli Offspring
- 1999 - The Offspring Collection
- 2005 - Greatest Hits
- 2010 - Happy Hour!

### Singoli con gli Offspring
- 1986 - I'll Be Waiting/Blackball
- 1994 - Come Out and Play
- 1994 - Self Esteem
- 1995 - Gotta Get Away
- 1995 - Kick Him When He's Down
- 1995 - Smash It Up
- 1997 - All I Want
- 1997 - Gone Away
- 1997 - The Meaning of Life
- 1997 - I Choose
- 1998 - Pretty Fly (for a White Guy)
- 1999 - Why Don't You Get a Job?
- 1999 - The Kids Aren't Alright
- 1999 - She's Got Issues
- 2000 - Totalimmortal
- 2000 - Original Prankster
- 2001 - Want You Bad
- 2001 - Million Miles Away
- 2001 - Defy You
- 2003 - Hit That
- 2004 - (Can't Get My) Head Around You
- 2004 - Spare Me the Details
- 2005 - Next to You
- 2005 - Can't Repeat
- 2008 - Hammerhead
- 2008 - You're Gonna Go Far, Kid
- 2008 - Kristy, Are You Doing Okay?
- 2009 - Half-Truism
- 2012 - Days Go By
- 2012 - Cruising California (Bumpin' in My Trunk)
- 2012 - Turning into You
- 2015 - Coming for You
- 2016 - Sharknado

## Videografia
- 1998 - Americana
- 2000 - Huck It
- 2005 - Complete Music Video Collection